# Hierges
Hierges är en kommun i departementet Ardennes i regionen Grand Est (tidigare regionen Champagne-Ardenne) i nordöstra Frankrike. Kommunen ligger  i kantonen Givet som ligger i arrondissementet Charleville-Mézières. År 2022 hade Hierges 164 invånare.

## Befolkningsutveckling
Antalet invånare i kommunen Hierges
Referens: INSEE